# Хусович, Рафет
Рафет Хусович (Черногорская кириллица: Рафет Хусовић, 2 апреля 1964 года — 9 марта 2021) — черногорский политик боснийского происхождения, заместитель премьер-министра Черногории. Являлся основателем и нынешним президентом Боснийской партии, партии этнических меньшинств для продвижения интересов боснийцев Черногории.

## Политическая карьера
В 2006 году он был одним из основателей Боснийской партии (БС), и был избран первым президентом новой партии.
Он был министром без портфеля в 6-м кабинете Мило Джукановича (2009—2010) и кабинете Игора Лукшича (2010—2012). В декабре 2012 года он был назначен заместителем премьер-министра по региональному развитию в 7-м кабинете Мило Джукановича (2012—2016). После парламентских выборов 2016 года сохранил ту же должность в кабинете Душко Марковича (2016—2021).

## Партия
На II конгрессе партии 18 июня 2011 года переизбран на пост президента Боснийской партии.
В 2012 году избран вице-президентом Правительства Черногории регионального развития.
На III конгрессе Боснийской партии 25 июля 2015 года переизбран на пост её президента.
В 2016 году вновь был избран вице-президентом правительства регионального развития.

## Награды
- Орден Черногорского флага[серб.] I степени (Черногория, 2021)[2].